# اسکوایر نتورک
اسکوایر (انگلیسی: Esquire) یک شرکت رسانه ای آمریکا به صورت پولی است ، که در سال ۱۹۹۸ با شراکت هرست کورپوریشن و ان‌بی‌سی یونیورسال تأسیس شد. این شبکه برنامه هایی با محوریت سفر، آشپزی، ورزش و مد را همراه با بازپخش کمدی ها و درام های محبوب پخش کرد.این شبکه در تاریخ (ژوئن 2017) بسته شد.